# Episodi di Rosy Abate - La serie (prima stagione)
La  prima stagione della serie televisiva Rosy Abate - La serie, composta da 5 episodi, viene trasmessa in prima visione assoluta in Italia da Canale 5 dal 12 novembre 2017 al 10 dicembre 2017.
Cast: Giulia Michelini, Mario Sgueglia, Paola Michelini, Francesco Mura, Raniero Monaco di Lapio, Paolo Bernardini, Bruno Torrisi, Fiodor Passeo e Franco Branciaroli.
Sono presenti invece come guest-star, Paolo Pierobon, nel ruolo di Filippo De Silva (solo nella prima puntata) e Valentina Carnelutti, nel ruolo di Veronica Colombo (cameo di pochi secondi nella puntata finale).
| nº | Titolo                             | Prima TV Italia  |
| -- | ---------------------------------- | ---------------- |
| 1  | Il ritorno della Regina di Palermo | 12 novembre 2017 |
| 2  | Ritrovare Leonardino               | 19 novembre 2017 |
| 3  | La famiglia Mainetti               | 26 novembre 2017 |
| 4  | Il coraggio di una madre           | 3 dicembre 2017  |
| 5  | Il mistero della Playa è svelato   | 10 dicembre 2017 |

## Il ritorno dellaRegina di Palermo
- Diretto da: Beniamino Catena
- Scritto da: Pietro Valsecchi e Mizio Curcio

### Trama
Finale Ligure, 2 anni dopo. Rosy in realtà non è morta nell'esplosione della pompa di benzina a Catania il 25 maggio 2016 e ha cambiato vita: si è trasferita a Varigotti (rione di Finale Ligure nel savonese) dove sotto l'identità di Claudia Lodato (in onore dell'amica-nemica Claudia Mares deceduta anni prima), lavora come cassiera in un supermercato ed è fidanzata da un anno con Francesco Ricci, uomo premuroso e affidabile che la ama senza conoscere la sua vera identità. Un giorno, dopo il lavoro, viene fermata nel parcheggio aziendale da due mafiosi, i fratelli Mirko e Stefano Sciarra (questo lavorava presso un'azienda agricola a Borghetto Santo Spirito), che le dicono di avere qualcosa di "molto intimo" per lei. Rosy riesce a scappare e torna dal fidanzato come se nulla fosse ma rimane sconvolta quando visiona il contenuto di una penna USB che i due avevano lasciato nella sua macchina: si vede un bambino di nome Leonardo giocare a palla con i suoi amici. Filippo De Silva, dopo aver controllato la tomba di Leonardo su richiesta proprio di Rosy, incontra quest'ultima e le racconta che lì in realtà c'è il corpo di un altro bambino. Rosy ha una nuova ragione per tornare a lottare e per riavere suo figlio decide di aiutare gli Sciarra a recuperare, con il gommone di proprietà del cantiere per cui lavora il fidanzato, alcune casse di droga al largo della costa che verranno successivamente messe sul mercato nero. Inventandosi un weekend di relax in una SPA a Dolceacqua con l'amica e collega Serena, accompagnata dai due fratelli mafiosi si reca al Casinò di Sanremo dove adesca Simon, figlio del boss del Clan dei marsigliesi Jean Bastelica, al quale chiede di poter trattare direttamente col padre. L'appuntamento è fissato a Monte Carlo dove Rosy e Bastelica stringono un accordo per importare la droga in Italia dalla Colombia a scapito del boss messinese Nuzzo Santagata, raggirato dagli Sciarra. Intanto Luca Bonaccorso, ispettore di polizia e migliore amico di Francesco, insieme a Bruno Criscito inizia ad indagare sul misfatto avvenuto in mare aperto la notte precedente in cui hanno perso la vita due agenti della Guardia Costiera. Nel frattempo Francesco incontra per caso Serena e capisce quindi che la fidanzata gli sta mentendo e una volta tornato a casa trova per puro caso i suoi veri documenti. Rosy torna a casa ed è costretta a raccontare tutto al fidanzato che a sorpresa decide di accompagnarla assieme agli Sciarra la notte dello scambio con Simon. Luca però piazza un rilevatore sul gommone ma quando Mirko Sciarra se ne accorge uccide Francesco e in quel momento irrompe la polizia: nel conflitto a fuoco viene ucciso anche il francese Simon ma gli Sciarra riescono a fuggire a bordo di un gommone con la droga mentre Rosy fugge con i soldi su un altro gommone. Arrivata su una spiaggia, non resistendo più alla tentazione, con il telefono di Mirko decide di chiamare il figlio Leonardo ma appena sente la sua voce ha un attimo di esitazione per l'emozione il che le costa il confronto a voce perché nell'istante la comunicazione si interrompe a causa della batteria del telefono che si scarica.
- Ascolti Italia: telespettatori 4.920.000 – share 20,2% [2]

## Ritrovare Leonardino
- Diretto da: Beniamino Catena
- Scritto da: Pietro Valsecchi e Mizio Curcio

### Trama
Leonardo inizia il suo primo giorno di scuola mentre Luca comunica a Rosy che Francesco è stato ucciso in un presunto scambio di droga finito male, ma si rende conto che la donna gli sta nascondendo qualcosa. Dopo il suo funerale la Abate propone agli Sciarra uno scambio: i loro soldi per il figlio. All'appuntamento in spiaggia del bambino però non c'è traccia: Rosy viene attaccata dai due e mentre tenta la fuga viene rapita da Bastelica che le dà 48 ore per recuperare i soldi dagli Sciarra. Luca risale all'identità dei due siciliani e mette Rosy sotto protezione ma lei riesce a raggiungere l'azienda agricola presso cui lavorava Stefano Sciarra e da lì poi anche la sua vecchia compagna Romina e la figlia Stella. Grazie alla donna riesce ad organizzare un incontro ma prima che Stefano arrivi a casa sua viene arrestato da Luca; in carcere gli fa visita Rosy che elude le guardie spacciandosi per la compagna Romina. Mirko Sciarra minaccia e accoltella la cognata ma riesce a scappare quando arriva Luca al quale Stella rivela che Rosy era stata lì. Stefano finge un tentato suicidio e sulla strada per l'ospedale il commando dei Marsigliesi riesce a recuperarlo ma, nello scontro con Bruno Criscito, Rosy viene ripresa dalle telecamere di videosorveglianza; poco dopo a sorpresa viene lasciata per strada. Sciarra, dopo essere stato torturato, confessa dove si trova il fratello e viene recuperato dalla Abate. Mirko riesce a non farsi trovare dai francesi e viene richiamato in Sicilia dal boss Santagata. Bonaccorso e Criscito scoprono che Rosy aveva fatto visita a Sciarra e, grazie al dna ritrovato nella cascina, risalgono alla sua vera identità: Claudia Lodato è Rosy Abate. Stefano, prima di morire dissanguato, le sussurra che il figlio è a Roma: all'uscita da scuola il bambino però non la riconosce e sale sull'auto di quelli che considera i suoi genitori. Rosy inizia a seguirli e arriva in un parco dove il bambino si intrattiene con i compagni giocando a palla. Ecco che finalmente madre e figlio si ritrovano faccia a faccia.
- Ascolti Italia: telespettatori 4.448.000 – share 19,17% [3]

## La famiglia Mainetti
- Diretto da: Beniamino Catena
- Scritto da: Pietro Valsecchi e Mizio Curcio

### Trama
Bonaccorso inizia a collaborare con il Questore Licata, che con la squadra Duomo ha dato la caccia a Rosy Abate per anni, ma non vuole che la notizia della sua finta morte venga diffusa. Mirko Sciarra, dopo essere stato redarguito dal boss Santagata per il carico perduto in Liguria, rischia di essere ucciso da Ercole Bracci ma riesce a scappare. Rosy trova ospitalità nel retro del bar di Pasquale Contrada, vecchio picciotto della sua famiglia che dopo il carcere sta cercando di rifarsi una vita a Roma. Dopo aver intercettato una chiamata tra Rosy e Serena, Bonaccorso si reca a Roma dove inizia a collaborare con Livia Cataldi dell'Anticrimine che da tempo sta addosso a Sciarra. Rosy intanto inizia a seguire Regina Mainetti, la nuova mamma di Leonardo, e a una cena scopre che insieme al marito Roberto sta dando vita a un centro all'avanguardia per studiare e combattere la leucemia a causa della quale il bambino aveva dovuto subire un trapianto di midollo da piccolo. Da tale Abbagnale si procura la nuova identità di Rosalia Giraudo, deruba lo strozzino di Contrada e si fa assumere come tata di Leonardo (contrattando con quella precedente, Lucia, 50.000 euro in cambio del suo licenziamento immediato e una buona parola sul suo conto con la famiglia Mainetti). Sciarra intanto si prende con la forza le piazze di spaccio romane di Santagata uccidendo peraltro un carabiniere infiltrato. Lo strozzino in ospedale fa il nome di Contrada che viene arrestato mentre Rosy vede la scena da lontano. Trasferitasi al residence dell'Olgiata, conosce meglio la famiglia in cui è cresciuto il bambino fino ad ora: Regina ha un rapporto quasi esclusivo con lui mentre Roberto, che ha anche una relazione extraconiugale con la domestica Santina, nasconde in casa una pistola poiché lavora su terreni confiscati alla mafia e ha ricevuto delle minacce. Dopo il rapimento di Achille Ferro il bambino ha subito un profondo shock e di conseguenza non sa di essere stato adottato né ricorda niente dei suoi veri genitori. Saputo di Sciarra dal notiziario, Rosy si reca da Abbagnale che le accenna di un incontro tra lui ed Ercole Bracci per ricompattare il clan ma, grazie alla collaborazione di Contrada, arriva lì anche Bonaccorso: Rosy fredda il criminale e dopo aver colpito Luca scappa. Leonardo, spronato da lei, reagisce alle prese in giro di un compagno di classe finendo dalla preside; Rosy lo va a prendere e i due passano un bel pomeriggio insieme. L'incontro con Bracci è una trappola ma Sciarra riesce a scappare nonostante venga ferito in modo lieve da Rosy. Bonaccorso grazie alla preside risale a Leonardo. Madre e figlio intanto legano sempre di più scatenando l'invidia di Regina. Di ritorno da una gita alla villa al mare del nonno, Rosy e il bambino si salvano per miracolo da una raffica di colpi sparati da Sciarra che provocano l'esplosione dell'auto. Subito dopo arriva Bonaccorso che salva però la copertura della Abate perché vuole prima prendere Sciarra con il suo aiuto. Lei accetta e, consapevole del rischio che corre il bambino stando con lei, lascia casa Mainetti salutando Leonardino nel cuore della notte. Proprio mentre se ne va, a casa arriva il padre di Regina: è il boss Nuzzo Santagata. La vita di Leonardino è così nuovamente in pericolo.
- Ascolti Italia: telespettatori 4.644.000 – share 19,81% [4]

## Il coraggio di una madre
- Diretto da: Beniamino Catena
- Scritto da: Pietro Valsecchi e Mizio Curcio

### Trama
La polizia è convinta che Mainetti possa essere finito nel mirino della mafia per via del suo lavoro ma lui rifiuta la protezione. Rosy e Luca iniziano a collaborare e si mettono a seguire Gaetano Zanni, braccio destro di Sciarra. Un altro dei suoi uomini viene torturato dagli uomini di Santagata e ucciso da Roberto Mainetti dopo aver confessato il nascondiglio di Sciarra ma questo riesce a scappare in tempo. Leonardo ha una ricaduta della leucemia e Rosy, quando apprende la notizia da una sua professoressa, va in ospedale offrendosi come donatrice. In un casolare di campagna è in corso un incontro tra Santagata, Mainetti e l'assessore regionale colluso Gramaldi per parlare del piano regolatore. Seguendo il politico, sul posto arrivano Sciarra e i suoi che hanno la peggio contro Bracci. Grazie a un GPS piazzato sull'auto di Zanni, Rosy arriva sul posto e spara all'ultimo superstite Sciarra uccidendolo dopo che si è fatta dire la verità sui Mainetti. Regina si fa dire dal dottor Cusano che la donatrice è Rosy, ovvero la madre naturale, e dal padre scopre che Leonardo non era orfano e che sua madre è la vecchia mafiosa siciliana Rosy Abate, inconsapevole di essere figlia di un mafioso in affari con il proprio marito. Appena viene portato a casa Leonardino, Rosy si reca al residence e affronta duramente Regina giurandole che si riprenderà suo figlio. La Abate racconta la verità sui Mainetti a Luca, che decide di aiutarla a riprendersi Leonardino nonostante abbia ucciso il suo obiettivo Sciarra. Rosy, avendo fatto una copia dei dati del pc di Mainetti nel suo ufficio, riconosce la foto di Grimaldi e Luca lo incontra piazzando una cimice nel suo ufficio. Intercetta così la conversazione con Santagata e si reca in Questura avendo ora prove solide contro di lui. Il boss però si insospettisce e, informato dell'arresto dell'assessore, prepara la fuga con figlia e nipote. Avendo fatto seguire l'auto di Bonaccorso, Rosy viene raggiunta nel rifugio da Roberto che vuole ucciderla, ma riesce a sparargli e brucia poi il suo corpo in una discarica. Luca e la Cataldi irrompono invano nella villa dei Mainetti e la Abate, avendo intuito dove possano essere andati, quando arriva alla villa al mare vede Santagata, Regina e Leonardo decollare a bordo di un elicottero. Rosy impotente assiste al tutto e viene separata nuovamente dal figlio; il boss per qualche strano motivo lascia in vita nuovamente l'ex Regina di Palermo.
- Ascolti Italia: telespettatori 4.487.000 – share 18,8% [5]

## Il mistero della Playa è svelato
- Diretto da: Beniamino Catena
- Scritto da: Pietro Valsecchi e Mizio Curcio

### Trama
Rosy intuisce che i Santagata possano essere tornati in Sicilia e così decide di partire con la nave insieme a Luca che lascia Roma con la scusa del ritorno a Savona. La Cataldi però non si fida: perquisisce il suo appartamento e ottiene un mandato d'arresto, collegando il bottone trovato nell'edificio alla camicia di Mainetti, il cui corpo carbonizzato viene ritrovato in una discarica. Una volta attraccati al porto di Messina Luca bacia Rosy ma, all'arrivo della Cataldi, le consente di scappare facendosi arrestare. Regina viene a sapere della morte di Roberto e dice a Leo che è stata Rosy, ma questi non le vuole credere. La Abate viene aiutata da tale Alfredo, fratello di un suo vecchio picciotto morto in carcere, che insieme ad un suo uomo la conduce all'abitazione di Santagata fuori città: la casa è vuota e trova solo un vecchio album di foto del boss che ritraggono Rosy e la sua famiglia; in quel momento Alfredo le rinfaccia la morte del fratello ed è deciso a consegnarla al boss, ma viene fermato dal suo amico che lo tramortisce. Questi le rivela di essere Alessandro Santonocito detto Chiummo, ovvero un membro del gruppo di Ruggero Spina che aveva partecipato al rapimento di Leo e che era stato arrestato dalla Duomo prima della presunta morte del bambino. Rosy, adirata, lo lascia per strada risparmiandogli la vita. Regina scopre che il padre nella tenuta tiene nascosta una ragazza con cui riesce a parlare con il permesso di Ercole: si chiama Lorenza, che è stata sequestrata poiché ha "venduto" Leonardino a Mirko Sciarra, e le rivela di essere stata complice di Achille Ferro, gestendo la fase successiva al rapimento su indicazione di Santagata, che desiderava a tutti i costi proprio quel bambino; viene liberata dalla donna, ma in cortile viene subito uccisa da Santagata davanti agli occhi di Leonardino, che si chiude in sé stesso. Rosy trova ospitalità dal suo vecchio zio Francesco, il quale le racconta che Santagata avrebbe tradito i suoi genitori, dato che dopo la loro morte era stato visto con i Corleonesi. Costringendo un picciotto del boss, raggiunge la sua villa: con un espediente elude la sorveglianza ed entra dentro per riprendersi Leo, ma si imbatte proprio in Santagata che la sconvolge, raccontandole di aver amato sua madre e quindi di essere suo padre. Regina accorre e sta per sparare alla sorella ma Nuzzo si mette in mezzo e viene colpito a morte. Rosy la chiude dentro e scappa con il figlio, portandolo a La Playa dove pensava che era stato ucciso e, dopo aver avuto una breve visione di Veronica Colombo sull'altalena, lo sconvolge rivelandogli - sia pur con difficoltà - di essere sua madre. Regina seppellisce il padre, ma vuole a tutti a costi la Abate. Bonaccorso intanto, accusato di favoreggiamento e complicità in omicidio, su proposta della Cataldi a Licata è stato rimesso in libertà per trovare Rosy e Santagata in cambio del reintegro. Difatti, trova la donna a La Playa, ma Livia lo ha seguito: Rosy però le spara riuscendo a scappare a bordo di un gommone. Insieme al figlio giunge al faro di Santa Flavia da dove lei, anni prima, lo aveva portato via da Calcaterra insieme agli uomini di Alfonso Russo prima che fosse rapito in aeroporto; quando confessa di aver ucciso il sedicente padre Roberto, il bambino la chiude fuori sulla terrazza e, con il suo cellulare, chiama Regina comunicandole la posizione. Rosy riesce a raggiungere il molo e a scovare il bambino che si era nascosto, ma viene tramortita da Ercole. Quando si riprende, si trova legata a una sedia e viene malmenata da Regina mentre Ercole deve andar via perché sta arrivando la polizia che ha rintracciato la posizione grazie alla chiamata fatta da Leo. Il bambino, sentendo parlare le due donne, a questo punto capisce di essere veramente il figlio dell'Abate e decide di intervenire: Regina sta per uccidere Rosy, ma Leo le spara ferendola e libera poi la vera madre. All'arrivo della polizia, mentre Regina viene portata via in ambulanza, Rosy, fra le lacrime del figlio, viene arrestata ed è costretta così a separarsi nuovamente da Leonardino che rimane con Luca, che le promette che se ne prenderà cura e non gli farà mancar nulla. Prima di essere portata via in manette in auto, dice a Leo di aspettarla perché presto tornerà a riprenderlo.
- Ascolti Italia: telespettatori 5.291.000 – share 20,9% [6]